# 高垣忠一郎
高垣 忠一郎（たかがき ちゅういちろう、1944年3月7日 - 2024年1月3日）は、日本の臨床心理学者。

## 来歴
高知県高知市生まれ。1968年京都大学教育学部卒。1973年同大学院博士課程満期退学。1973年京都大学教育学部助手。河合隼雄助教授（当時）の下で勤務。1974年ひかり協会（森永ヒ素ミルク事件被害者のため設立）の救済対策委員。1976年大阪電気通信大学助教授、1985年教授。1995年立命館大学産業社会学部教授。2001年同応用人間科学科教授。2009年定年退職、特任教授。2014年退職、名誉教授。
2024年1月3日午前7時、病気のため京都府田辺市の自宅で死去。79歳没。

## 著書に見る年代別の自己肯定感
自分が自分であって大丈夫という「自己肯定感」を提唱し、その概念を広めることに貢献した。
なぜ自己肯定感の提唱者と言われるのか。
高垣忠一郎氏の自己肯定感に関する著書、記述を年代別に記述する。
1985　思春期の心理　p184 ありのままの自己への回帰 p187 否定的に見える子どもの中に、新たな成長への模索と言う肯定的な契機を見出し、それに信頼をおいて見守り育てる　（解説：自己肯定感の萌芽）
（1979 初出：「学力回復」日本の学力１３　日本標準）
1991　揺れつ戻りつ思春期の峠　「自分が自分であって大丈夫」（解説：自己肯定感の枕詞）
1994　大事な忘れもの　自分が自分であって大丈夫という「自己肯定感」（解説：書籍中での初出）
1999　心の浮輪のさがし方　p217「心の浮輪」とは自己肯定感（解説：自己肯定感の詳しい説明）
2004　生きることと自己肯定感　（解説：世界初の著書名に自己肯定感を冠した本）
2008　競争社会に向き合う自己肯定感（解説：より具体性を増した内容）
2008　自己肯定感って、なんやろう?（解説：版画作家との共著）
2010　カウンセリングを語る 自己肯定感を育てる作法（解説：大学の人気講義）
2015　生きづらい時代と自己肯定感（解説：まとめと現状）
2018　自己肯定感を抱きしめて　命はかくも愛おしい（解説：詩と写真）
2021　悩む心に寄り添う──自己否定感と自己肯定感
「自己肯定感の重要性を最初に強調し、その概念が広がるのに大きく貢献した人の一人は間違いなく高垣氏だと思います」

## 著書
- 『思春期の子どもをどうつかむか』あゆみ出版 あゆみブックレット 1983
- 『思春期の心理』あゆみ出版 あゆみレモンブックス 1985
- 『登校拒否とその周辺 自分を愛し信頼する心を』部落問題研究所 1991
- 『登校拒否・不登校をめぐって 発達の危機、その<治療>と<教育>』青木書店 1991
- 『揺れつ戻りつ思春期の峠』新日本新書 1991
- 『大事な忘れもの　登校拒否のはなし』法政出版 1994
- 『いじめと登校拒否』かもがわブックレット 1996
- 『子どもの心を聴く』法政出版 1998
- 『揺れる子どもの心と発達』かもがわ出版 1998
- 『心の浮輪のさがし方 子ども再生の心理学』柏書房 1999
- 『癌を抱えてガンガーへ 性と死の不安と向き合う』三学出版 2002
- 『共に待つ心たち 登校拒否・ひきこもりを語る』かもがわ出版 2002
- 『生きることと自己肯定感』新日本出版社 2004
- 『競争社会に向き合う自己肯定感 もっとゆっくり/信じて待つ』新日本出版社 2008
- 『自己肯定感って、なんやろう?』山田喜代春版画 かもがわ出版 2008
- 『カウンセリングを語る 自己肯定感を育てる作法』かもがわ出版 2010
- 『3・11生みの苦しみによりそって 原発震災と登校拒否』かもがわ出版 2012
- 『登校拒否を生きる 「脱落」から「脱出」へ』新日本出版社 2014
- 『生きづらい時代と自己肯定感　「自分が自分であって大丈夫」って？』 新日本出版社 2015
- 『つい「がんばりすぎてしまう」あなたへ　自分のこころを見つめなおすために』 新日本出版社 2017
- 『自己肯定感を抱きしめて　命はかくも愛おしい』新日本出版社 2018
- 『悩む心に寄り添う──自己否定感と自己肯定感』新日本出版社 2021

### 共編著
- 『小学生の発達と教育』横山明共編著 三和書房 1980
- 『登校拒否・不登校』横湯園子,藤本文朗共編著 労働旬報社 1995
- 『心の視点 カウンセリング・トレーニング』横湯園子共編 青木書店 1997
- 『親たちの「思春期」攻防戦』壬生博幸共編 大月書店 シリーズ『中学生の世界』 1999
- 『不登校支援ネットワーク』春日井敏之共編著 かもがわ出版 2004
- 『ひきこもる人と歩む』青木道忠,関山美子,藤本文朗共編著 新日本出版社 2015

## 論文
- Cinii